# Charlemagne ou l’Église délivrée

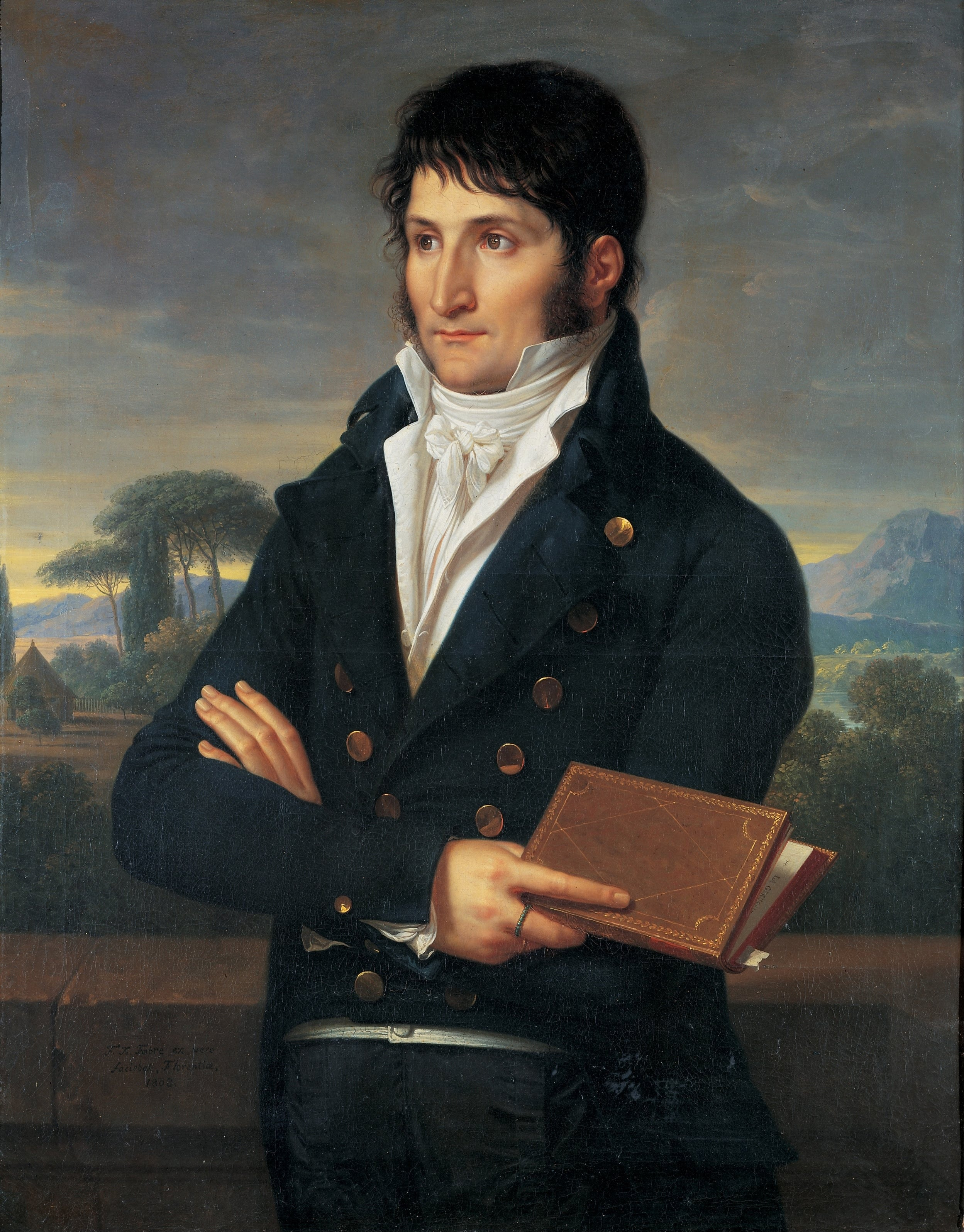
François-Xavier Fabre, portret Lucjana Bonapartego

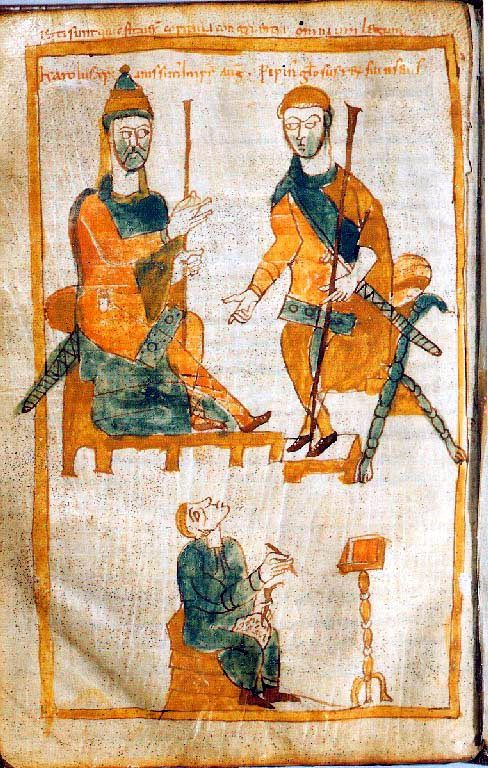
Karol Wielki i Pepin Garbaty

Charlemagne ou l’Église délivrée – poemat epicki Luciena Bonapartego, brata Napoleona I. Dzieło ukazało się w Rzymie w 1814. Składa się z dwudziestu czterech ksiąg. Został napisany aleksandrynem, strofą dziesięciowersową z szóstym wersem krótszym.
Charle et ses paladins s'apprêtent au départ.

Avant que le soleil commence sa carrière,

Du camp français leur troupe a franchi la barrière.

Bientôt le triple lac a vu leur étendard:

Ils laissent à leur droite et Côme et Gravedane;

 De la mer de Lugane

Leurs rapides coursiers ont suivi le contour;

Ils gravissent les monts d'où s'échappe l'Olone;

Et, près du lac Majeur, à la chute du jour,

Ils entrent dans les murs de l'antique Valdone.
Poemat Lucjana Bonapartego został przełożony na język angielski przez dwóch duchownych, S. Butlera i Francisa Hodgsona, i wydany w Filadelfii w 1815 nakładem wydawnictwa John Conrad and Co.